# Sarota psaros
Espèce
Sarota psaros est une espèce d'insectes lépidoptères (papillons) appartenant à la famille des Riodinidae et au genre Sarota.

## Taxonomie
Sarota psaros a été décrit par Frederick DuCane Godman et Osbert Salvin en 1886 puis nommé Anteros psaros Godman et Salvin, [1886]. En 1998 Jason Piers Wilton Hall a revu la classification des Sarota.

### Sous-espèces
- Sarota psaros psaros
- Sarota psaros albidisca (Lathy, 1932)
- Sarota psaros psaronius (Stichel, 1911)[1].

### Nom vernaculaire
Sarota psaros se nomme Guatemalan Sarota en anglais.

## Description
Sarota psaros est un papillon à l'apex des ailes antérieures anguleux et aux ailes postérieures porteuses chacune de quatre courtes queues. Le dessus est de couleur ocre cuivré.
Le revers est jaune orangé marbré de blanc avec une fine ligne submarginale bleu métallisé et une frange blanc argenté, très fournie au bord interne des ailes postérieures.

## Écologie et distribution
Sarota psaros est présent, sous forme de plusieurs isolats jouxtant les côtes, au Mexique, à Panama, en Guyane, en Guyana, au Surinam, au Brésil et au Pérou,.

### Protection
Pas de statut de protection particulier.